# Орко Фељино
Орко Фељино (итал. Orco Feglino) је насеље у Италији у округу Савона, региону Лигурија.
Према процени из 2011. у насељу је живело 814 становника. Насеље се налази на надморској висини од 143 м.

## Становништво
Према резултатима пописа становништва 2011. у општини је живело 895 становника.
| 1931. | 1936. | 1951. | 1961. | 1971. | 1981. | 1991. | 2001. | 2011. |
| ----- | ----- | ----- | ----- | ----- | ----- | ----- | ----- | ----- |
| 835   | 921   | 859   | 867   | 700   | 756   | 824   | 814   | 895   |

## Партнерски градови
- Крете